# Los Baños (Laguna)
Los Baños ist eine Stadtgemeinde in der philippinischen Provinz Laguna. Sie liegt 63 Kilometer südöstlich von Manila und kann von dort über den South Luzon Expressway erreicht werden. Los Baños ist bekannt für seine heißen Quellen. Los Baños ist Standort der Universität der Philippinen und des International Rice Research Institute (IRRI).

## Geografie
Südwestlich von Los Baños liegt der ruhende Vulkan Makiling und im Norden der See Laguna de Bay.
Benachbarte Städte und Gemeinden sind im Nordwesten Calamba City und im Osten Bay.

## Bildungs- und Forschungseinrichtungen
Los Baños ist Standort der Universität der Philippinen sowie von Forschungseinrichtungen wie dem International Rice Research Institute (IRRI), dem ASEAN Zentrum für Biodiversität, dem Philippinischen Reisforschungsinstitut PHILRICE und SEAMEO-SEARCA. Dadurch ist die Gemeinde vorübergehende Heimat von zehntausenden Studenten sowie von Wissenschaftlern und anderen Nicht-Einheimischen.

## Tourismus
Neben seiner Bedeutung als Universitäts- und Wissenschaftsstandort, ist Los Baños auch ein bekanntes Touristenziel. Aufgrund der Nähe zu Metro Manila, sind die Resorts mit heißen Quellen an den Wochenenden beliebte Ziele für die Bewohner der nahen Hauptstadt, aber auch für Touristen aus anderen Teilen der Philippinen und dem Ausland.
Eine bekannte Delikatesse ist der sogenannte Buko Pie (Kokosnusskuchen).

## Geschichte
Der Ort wurde am 17. September 1615 gegründet.

### Jüngere Geschichte und bedeutende Ereignisse
Im Jahre 1979 wurden Bestrebungen der Einwohner laut, die Gemeinde zur „speziellen Universitätszone“ zu erklären, um die Entwicklung der akademischen Qualität zu unterstützen. Dies geschah am 15. Juni 1982 durch Erlass von Präsident Ferdinand Marcos.
Am 17. März 1982 wurde Los Baños darüber hinaus in einem anderen Erlass zur „Landwirtschafts, Forstwirtschafts und Life Sciences Gemeinde“ erklärt.
Während der Südostasienspiele 2005 war das neu gebaute Trace Aquatic Center in Los Baños Austragungsort der Wettkämpfe im Wassersport.
Das Hauptquartier des ASEAN – Zentrums für Biodiversität wurde am 8. August 2006 im College für Forstwirtschaft eingerichtet.

## Baranggays
Los Baños ist politisch unterteilt in 14 Baranggays.
| - Anos - Bagong Silang - Bambang - Batong Malake - Baybayin | - Bayog - Lalakay - Maahas - Malinta - Mayondon | - Putho-Tuntungin - San Antonio - Tadlac - Timugan |

## Sehenswürdigkeiten
- Universität der Philippinen, Los Baños (UPLB)
- Berg Makiling
- Makiling Botanical Gardens – Botanischer Garten am Berg Makiling
- ASEAN Zentrum für Biodiversität
  -     - UPLB – Museum für Naturgeschichte
    - Flatrocks – Ein kleiner Bach, häufiges Ziel von Wanderern
    - Schlammquellen – Vermuteter Vulkankrater des Mt. Makiling
    - Peak 2 – Höchster Gipfel des Mt. Makiling
- National Arts Center, ein Landstück am Fuße des Bergs Makiling neben dem Campus der Universität der Philippinen, welches die Philippinische Hochschule für Kunst beheimatet und vom Kulturzentrum der Philippinen verwaltet wird.
  - University of the Philippines Open University Hauptverwaltung
  - International Rice Research Institute: Hauptquartier – innerhalb des Campus der UPLB
  - Einrichtungen der Agrarwissenschaften und Life Sciences
    - Nationales Institut für Molekularbiologie und Biotechnologie (NIMBB/BIOTECH) – UPLB
    - Institut für Pflanzenzüchtung
    - APEC Zentrum für Technologieaustausch und Ausbildungszentrum für kleinere und mittlere Unternehmen (ACTETSME)
    - Nationales Zentrum für Pflanzenschutz (NCPC)
    - College für Landwirtschaft AgriPark
- Dampalit Wasserfälle im Baranggay Lalakay
- Immaculate Conception Parish – eine jahrhundertealte Kirche in Poblacion/Bayan
- Paciano Rizal Schrein – Haus von Paciano Rizal, dem Bruder von Jose Rizal
- Junction/Crossing Gebiet – Stadtgemeindezentrum mit vielen größeren Geschäften.
- Grove, Lopez Avenue – Straße mit vielen Bars, Cafés und Restaurants